# 卡羅林鎮區 (阿肯色州洛諾克縣)
卡羅林鎮區（英語：Caroline Township）是位於美國阿肯色州洛諾克縣的一個行政鎮區。

## 地方資料
卡羅林鎮區的面積為45.83平方千米，當中陸地面積為45.72平方千米，而水域面積為0.11平方千米。根據2010年美國人口普查的數據，當地共有人口5238人，而人口密度為每平方千米114.29人。